# Hiwassee (Virginia)
Hiwassee è un census-designated place (CDP) degli Stati Uniti d'America, situato nello stato della Virginia, nella contea di Pulaski. Secondo il censimento del 2020 gli abitanti di Hiwassee ammontavano a 212.